# 江化龍
江化龍為中國清朝武官官員，本籍廣東。江化龍於1739年（乾隆4年）奉旨接替雷澤遠，於台灣地區擔任台灣北路協副將。而隸屬台灣鎮之下的此官職是台灣清治時期中的這階段，台南以北之台灣中南部及北部的駐地最高武官將領。
| 前任： 雷澤遠 | 台灣北路協副將 1739年上任 | 繼任： 梁時楹 |